# Castellfort
Castellfort là một đô thị trong tỉnh Castellón, Cộng đồng Valencia, Tây Ban Nha. Đô thị Castellfort có diện tích 66,7 km², dân số theo điều tra năm 2010 của Viện thống kê quốc gia Tây Ban Nha là người. Đô thị Castellfort nằm ở khu vực có độ cao 1180 mét trên mực nước biển.